# 1. FSV Mainz 05/Nachwuchsleistungszentrum

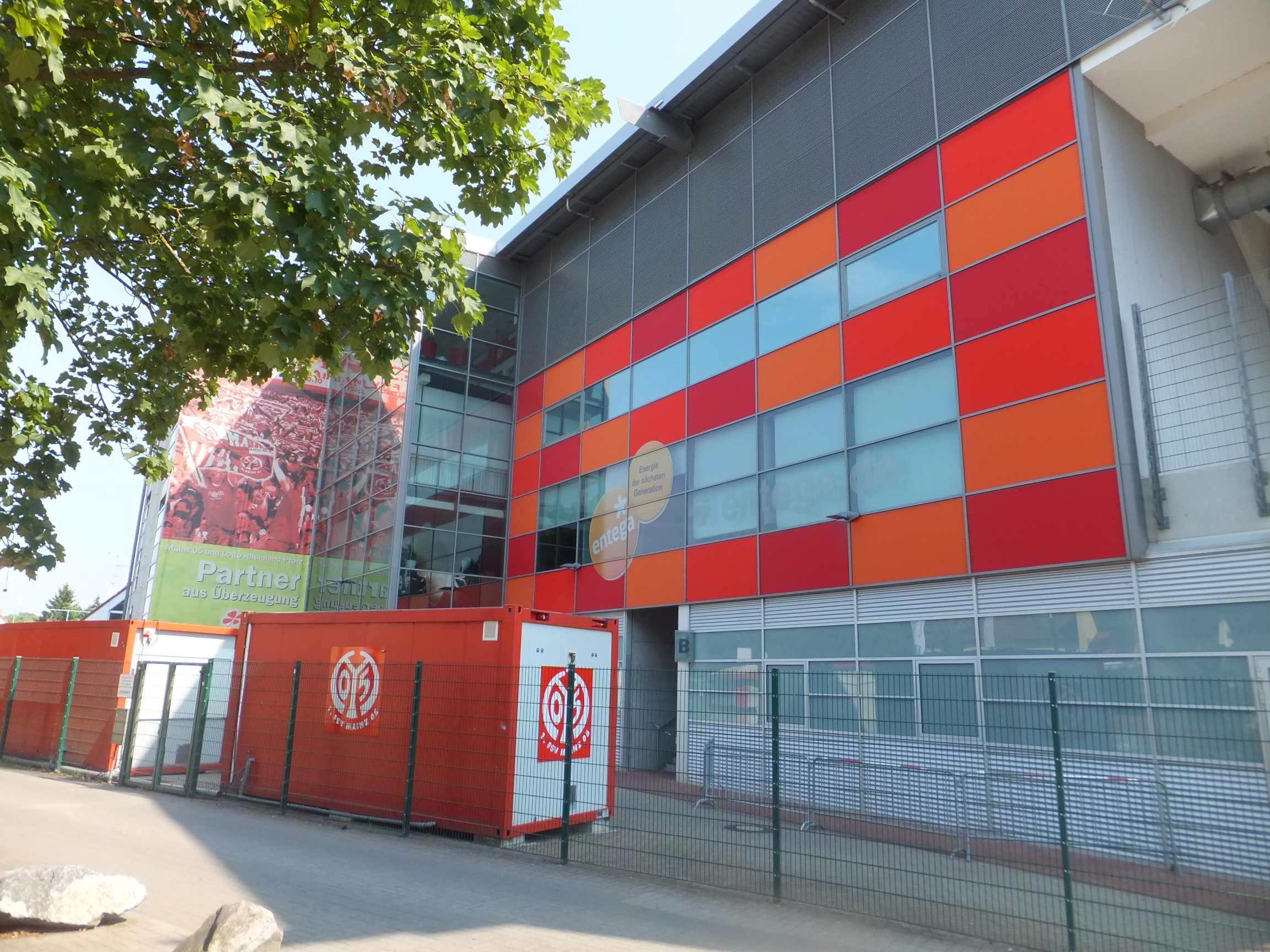
Am und im Bruchwegstadion schlägt das Herz des Mainzer Jugendfußballs.

Das Nachwuchsleistungszentrum des 1. FSV Mainz 05 zählt mit 250 Kindern und Jugendlichen zu den größten Fußballausbildungsstätten im Südwesten Deutschlands. In der Saison 2014/15 wurde der Mainzer Jugendfußball zum vierten Mal durch Foot Pass Deutschland im Auftrag des DFB und der DFL mit drei von drei möglichen Sternen ausgezeichnet. Zu den größten sportlichen Erfolgen zählen der Gewinn der deutschen Meisterschaft der U-19 in der Saison 2008/09 und der Aufstieg der U-23 in die 3. Fußball-Liga im Jahr 2014. Das Nachwuchsleistungszentrum (NLZ) befindet sich auf dem Gelände des Bruchwegstadions; das Areal heißt seit Anfang September 2021 WOLFGANG FRANK CAMPUS am Bruchweg.

## Organisation
Volker Kersting ist Leiter des NLZ; Jan Siewert, Cheftrainer der Mainzer U23, ist auch Junioren-Cheftrainer. Chef-Torwarttrainer ist der ehemalige Profitorwart Sven Hoffmeister. Das NLZ hat über 60 Mitarbeiter.

## Infrastruktur
Das NLZ befindet sich auf dem Gelände des Bruchwegstadions im Mainzer Stadtteil Hartenberg-Münchfeld. Im Jahr 2012 wurde die Geschäftsstelle des NLZ von hinter dem Stadion befindlichen Wohncontainern in die Haupttribüne verlegt. In den ehemaligen Logen wurden Ganztagsräume eingerichtet, in denen sich Jugendspieler vor, zwischen oder nach den Trainingseinheiten aufhalten können. Besprechungsräume für Videoanalysen, Schulungen, Nachhilfestunden sowie Sozialpädagogen und Sportpsychologen stehen ebenfalls zur Verfügung. Hinter der Haupttribüne steht ein eigens für die U-19 und U-17 geschaffenes Jugendhaus.
Mainz 05 verfügt im anliegenden Trainingsgelände über drei Rasenplätze, zwei Kunstrasenplätze sowie jeweils ein Beachsoccer- und Technikfeld. Zudem sind ein weiterer Kunstrasenplatz und eine neue Geschäftsstelle im Bereich der Nordtribüne in Planung.

## Sportliches
Der 1. FSV Mainz 05 hat insgesamt elf Jugendmannschaften mit über 200 Kindern und Jugendlichen. Alle Mannschaften spielen in den höchstmöglichen Ligen, wobei sich bis zur U-12 auch mit älteren Jahrgängen gemessen wird.
Zu den Bundesligaprofis, die in der 05-Jugend ausgebildet wurden, gehören unter anderem André Schürrle, Shawn Parker, Jan Kirchhoff, Erik Durm, Mimoun Azaouagh, Neven Subotić, Roman Neustädter, Stefan Bell, Jannik Huth, Loris Karius, Devante Parker, Patrick Pflücke, Benedikt Saller, Robin Zentner, Finn Dahmen, Nelson Weiper und Brajan Gruda.

### U-23
Die U-23 startete 1992 unter dem Namen „1. FSV Mainz 05 Amateure“ in der untersten Liga und erreichte nach vier Meisterschaften in Folge 1997 die Verbandsliga Südwest. Nach einem dritten Platz 1998 stieg die Mannschaft 1999 unter Trainer Manfred Lorenz in die damalige Oberliga Südwest auf, in der sie im ersten Jahr Vierter wurde. Nach dem Abgang von Lorenz übernahm Uwe Stöver den Trainerposten und führte die Mannschaft neben einem siebten Tabellenplatz erstmals zum Gewinn des Südwestpokals (1:0 im Finale gegen den VfR 1919 Grünstadt). Dennoch verließ Stöver die 05er am Saisonende. Neuer Trainer wurde der Brite Colin Bell, mit dem die 05er zwischen 2002 und 2005 viermal den Südwestpokal gewannen und 2003 in die Regionalliga Süd aufstiegen. Im DFB-Pokal erreichte die Mannschaft in diesem Zeitraum zweimal das Elfmeterschießen (2002 2:4 gegen Borussia Mönchengladbach und 2004 3:4 gegen den Karlsruher SC), kam aber nie in die zweite Runde. Nach dem Abstieg aus der Regionalliga 2005 wurde der ehemalige Profi Peter Neustädter neuer Trainer und schaffte in der Saison 2007/08 den Wiederaufstieg und den Klassenerhalt in den beiden darauffolgenden Spielzeiten.
Im Sommer 2010 wurde die U-23 in das Mainzer Nachwuchsleistungszentrum eingegliedert und von dem Schweizer Martin Schmidt übernommen. In der Saison 2013/14 belegten die 05er den dritten Platz hinter dem SC Freiburg und der SG Sonnenhof Großaspach. Da die Freiburger ihre zweite Mannschaft abmeldeten, zog die U-23 in die Aufstiegsspiele ein und setzte sich gegen die TSG Neustrelitz (2:0, 3:1) durch. Somit schaffte sie als fünfte Reservemannschaft überhaupt den Sprung in die 3. Liga. Am 17. Februar 2015 wurde der bisherige U-19-Trainer Sandro Schwarz Nachfolger des zum Bundesligatrainer beförderten Martin Schmidt und hielt mit der Mannschaft am Saisonende mit zwei Zählern Vorsprung auf die Abstiegsplätze die Klasse. Seit der Spielzeit 2017/18 tritt die U-23 wieder in der Regionalliga Südwest an. Trainer ist seit der Saison 2018/19 Bartosch Gaul.

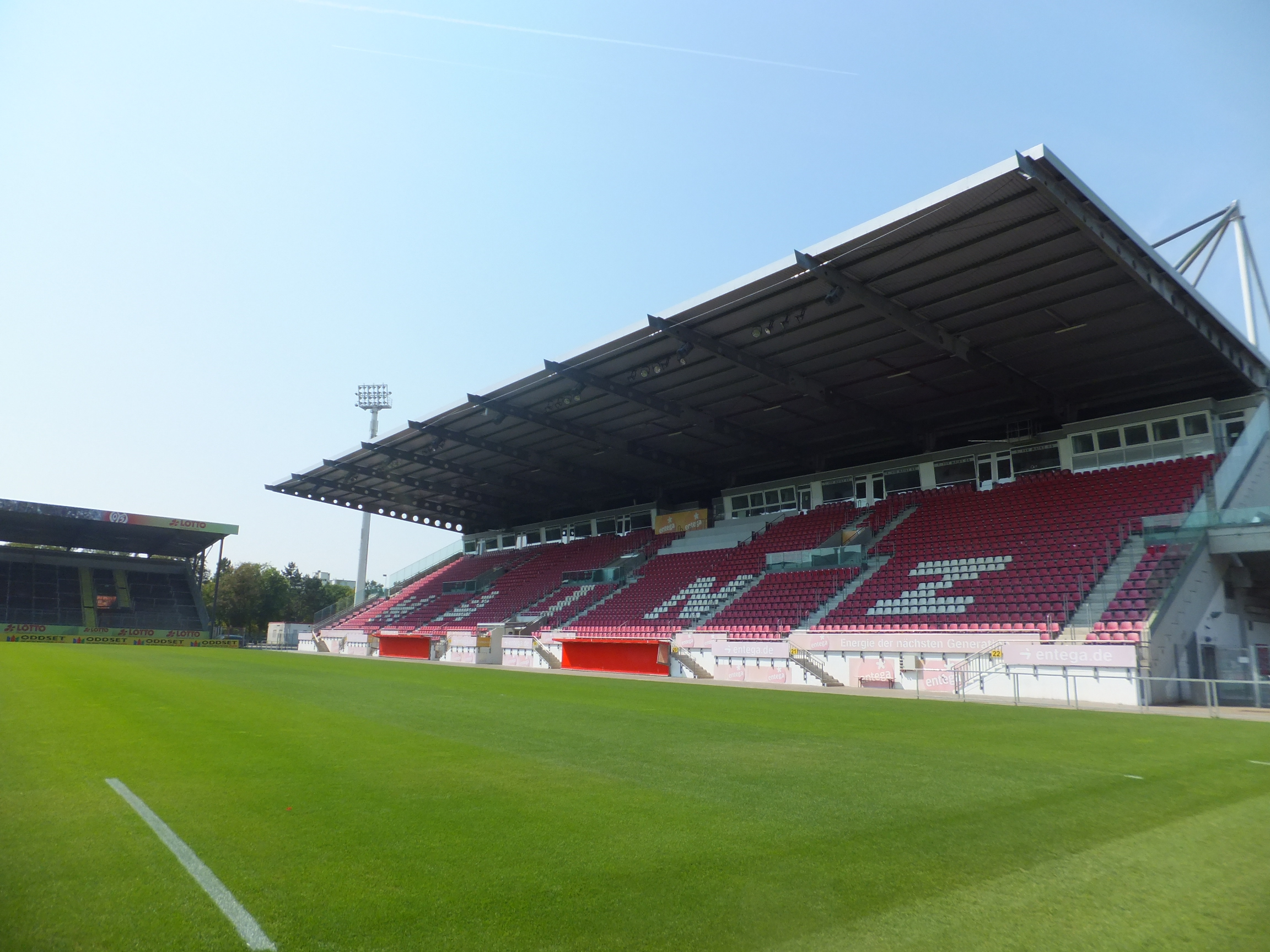
Das Bruchwegstadion ist Heimspielstätte der U-23 und der U-19

### U-19
Die U-19 war Gründungsmitglied der seit 2003 bestehenden A-Junioren-Bundesliga. Nach dem Abstieg 2005 wurde sie Meister der Regionalliga Südwest und stieg im Play-off gegen den Hessenmeister Kickers Offenbach (5:0, 2:1) wieder in die Bundesliga auf. Seitdem erreicht sie regelmäßig Spitzenplätze. 2009 belegte die Mannschaft unter Trainer Thomas Tuchel den zweiten Platz und zog in die Endrunde um die deutsche Meisterschaft ein, in der sie sich im Halbfinale gegen Werder Bremen (0:1, 3:0) und im Finale gegen Borussia Dortmund (2:1) durchsetzte und Meister wurde.
Tuchels Nachfolger wurde im September 2009 Stefan Sartori, der die 05er U-19 unter anderem zu einem dritten Platz in der Saison 2011/12 führte. Im Sommer 2013 übernahm der ehemalige Mainzer Bundesligaprofi Sandro Schwarz den Trainerposten und belegte in seiner ersten Saison den fünften Platz. Als Schwarz im Februar 2015 zum Trainer der Drittligamannschaft befördert wurde, sprang Stefan Hofmann als Interimstrainer ein und erreichte mit der Mannschaft am Saisonende den dritten Platz. Seit der Saison 2015/16 steht Thomas Krücken an der Seitenlinie der Mainzer U-19.
Ligazugehörigkeit und Platzierungen seit 2002
| Saison  | Liga                   | Platzierung | Punkte, Tore | Platzierung Endrunde |
| ------- | ---------------------- | ----------- | ------------ | -------------------- |
| 2002/03 | Regionalliga Südwest   | 02. Platz   | 57, 100:19   | –                    |
| 2003/04 | Bundesliga Süd/Südwest | 08. Platz   | 36, 44:44    | –                    |
| 2004/05 | Bundesliga Süd/Südwest | 13. Platz   | 23, 44:59    | –                    |
| 2005/06 | Regionalliga Südwest   | 01. Platz   | 53, 97:28    | –                    |
| 2006/07 | Bundesliga Süd/Südwest | 03. Platz   | 48, 53:39    | –                    |
| 2007/08 | Bundesliga Süd/Südwest | 05. Platz   | 41, 43:27    | –                    |
| 2008/09 | Bundesliga Süd/Südwest | 02. Platz   | 54, 61:26    | Sieger               |
| 2009/10 | Bundesliga Süd/Südwest | 02. Platz   | 53, 61:44    | Aus im Halbfinale    |
| 2010/11 | Bundesliga Süd/Südwest | 06. Platz   | 39, 49:36    | –                    |
| 2011/12 | Bundesliga Süd/Südwest | 03. Platz   | 48, 51:39    | –                    |
| 2012/13 | Bundesliga Süd/Südwest | 06. Platz   | 42, 45:37    | –                    |
| 2013/14 | Bundesliga Süd/Südwest | 05. Platz   | 45, 50:33    | –                    |
| 2014/15 | Bundesliga Süd/Südwest | 03. Platz   | 46, 57:38    | –                    |
| 2015/16 | Bundesliga Süd/Südwest | 04. Platz   | 41, 56:40    | –                    |
| 2016/17 | Bundesliga Süd/Südwest | 03. Platz   | 44, 51:34    | –                    |
| 2017/18 | Bundesliga Süd/Südwest | 04. Platz   | 40, 52:44    | –                    |
| 2018/19 | Bundesliga Süd/Südwest | 02. Platz   | 53, 59:23    | –                    |
| 2019/20 | Bundesliga Süd/Südwest | 03. Platz   | 41, 45:20    | abgebrochen          |

### U-17
Nach unter anderem zwei Südwestmeisterschaften 2004 und 2005 qualifizierte sich die U-17 zur Spielzeit 2007/08 für die neu gegründete B-Junioren-Bundesliga. Nach dem Abstieg 2009 und dem direkten Wiederaufstieg unter Roland Vrabec übernahm zur Saison 2010/11 Meikel Schönweitz als Trainer. Sein größter Erfolg war die Staffelmeisterschaft in der Saison 2013/14 mit sieben Punkten Vorsprung. Im Halbfinale der Endrunde um die deutsche Meisterschaft unterlag die Mannschaft RB Leipzig (1:1, 1:2). Zur Saison 2014/15 übernahm Thomas Krücken den Trainerposten und belegte in seiner ersten Spielzeit den siebten Platz. Nach dem ersten Jahr wechselte Krücken in die U-19 und wurde vom langjährigen Mainzer Nachwuchstrainer Sascha Meeth beerbt. Nach wenigen Monaten trat Meeth im Oktober 2015 aus beruflichen Gründen zurück; sein Nachfolger wurde Stefan Hofmann.
Ligazugehörigkeit und Platzierungen seit 2003
| Saison  | Liga                   | Platzierung | Punkte, Tore | Platzierung Endrunde |
| ------- | ---------------------- | ----------- | ------------ | -------------------- |
| 2003/04 | Regionalliga Südwest   | 01. Platz   | 58, 75:22    | –                    |
| 2004/05 | Regionalliga Südwest   | 01. Platz   | 61, 86:15    | –                    |
| 2005/06 | Regionalliga Südwest   | 03. Platz   | 43, 55:25    | –                    |
| 2006/07 | Regionalliga Südwest   | 03. Platz   | 58, 84:28    | –                    |
| 2007/08 | Bundesliga Süd/Südwest | 07. Platz   | 39, 43:38    | –                    |
| 2008/09 | Bundesliga Süd/Südwest | 12. Platz   | 22, 34:46    | –                    |
| 2009/10 | Regionalliga Südwest   | 01. Platz   | 78, 117:9    | –                    |
| 2010/11 | Bundesliga Süd/Südwest | 08. Platz   | 34, 39:59    | –                    |
| 2011/12 | Bundesliga Süd/Südwest | 06. Platz   | 44, 49:30    | –                    |
| 2012/13 | Bundesliga Süd/Südwest | 07. Platz   | 39, 58:35    | –                    |
| 2013/14 | Bundesliga Süd/Südwest | 01. Platz   | 51, 51:28    | Aus im Halbfinale    |
| 2014/15 | Bundesliga Süd/Südwest | 07. Platz   | 41, 53:41    | –                    |
| 2015/16 | Bundesliga Süd/Südwest | 09. Platz   | 33, 36:44    | –                    |
| 2016/17 | Bundesliga Süd/Südwest | 04. Platz   | 47, 48:33    | –                    |
| 2017/18 | Bundesliga Süd/Südwest | 04. Platz   | 46, 74:35    | –                    |
| 2018/19 | Bundesliga Süd/Südwest | 04. Platz   | 54, 49:29    | –                    |
| 2019/20 | Bundesliga Süd/Südwest | 01. Platz   | 50, 50:20    | abgebrochen          |

Die U-17 der Mainzer trägt ihre Heimspiele in Nieder-Olm aus.

## Der Mainzer Fußball
In der Öffentlichkeit wird der Mainzer Fußball häufig mit Herz, Begeisterung, Leidenschaft und Emotionen verbunden.
Die fußballerische Ausbildung im Nachwuchsleistungszentrum basiert auf dem Konzept von Wolfgang Frank, der zwischen 1995 und 2000 mit einer kurzen Unterbrechung Trainer der Profis in der 2. Bundesliga war. Frank setzte als einer der ersten Trainer in Deutschland auf eine Viererabwehrkette, womit er den Fußball in der Landeshauptstadt revolutionierte. Weitergeführt und verfeinert wurde dies durch Jürgen Klopp, der als Trainer der Profis zwischen 2001 und 2008 die Spielidee durch Begriffe wie „ballorientiertes Abwehrverhalten“ und „Pressing“ ergänzte. Thomas Tuchel erweiterte den Mainzer Fußball zwischen 2009 und 2014 durch Elemente wie Vorwärtsverteidigen, Gegenpressing und Ballbesitzfußball.